# Mudushedde
Mudushedde Vamanjuru Mangalore

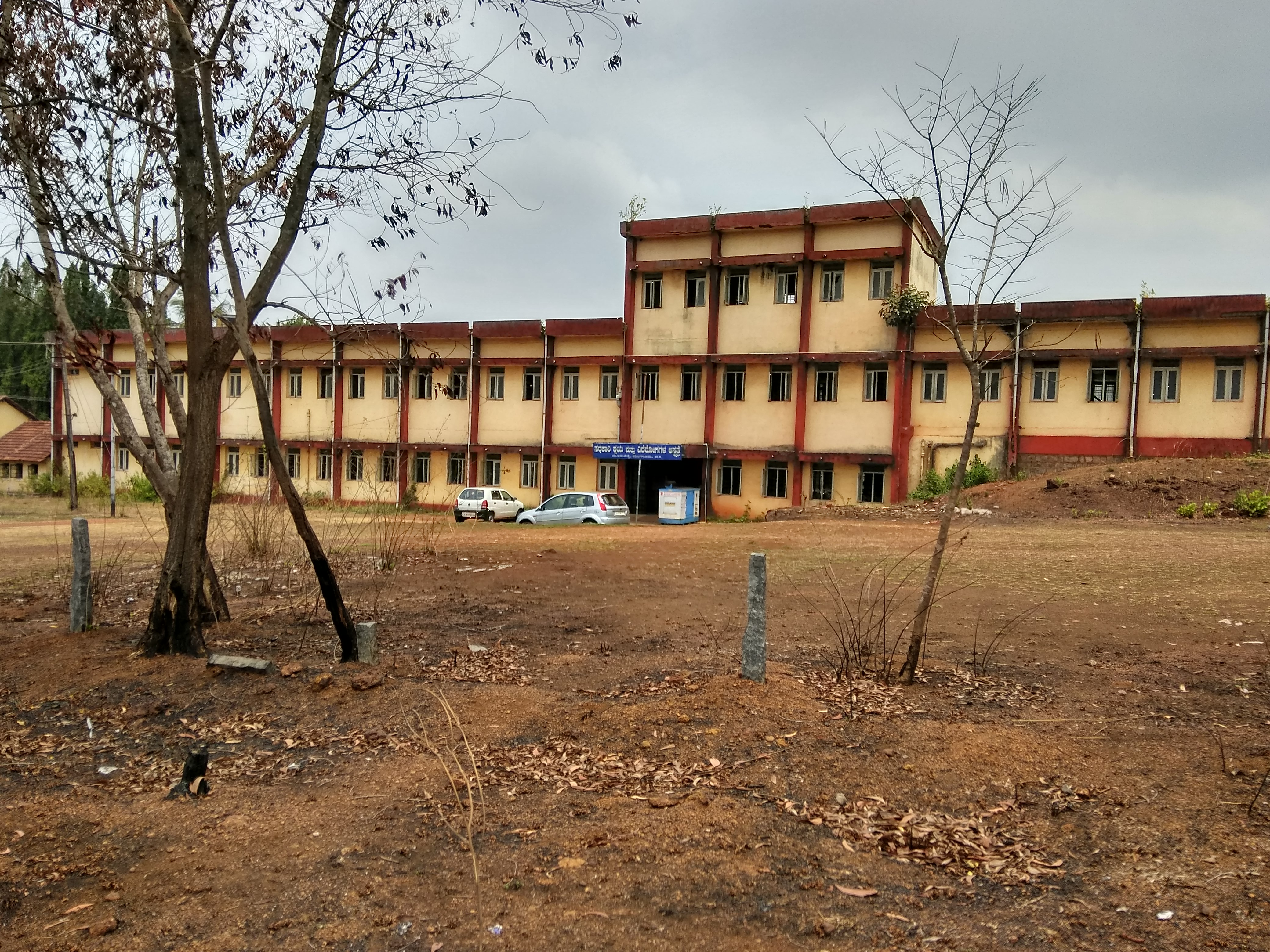
tb sanatório mudushedde vamanjuru mangalore

Sanatorium Mudushedde Vamanjuru Mangalore
Mudushedde é uma vila no distrito de Dakshina Kannada, no estado indiano de Karnataka.

## Demografia
Segundo o censo de 2001, Mudushedde tinha uma população de 7426 habitantes. Os indivíduos do sexo masculino constituem 48% da população e os do sexo feminino 52%. Mudushedde tem uma taxa de literacia de 73%, superior à média nacional de 59,5%: a literacia no sexo masculino é de 78% e no sexo feminino é de 68%. Em Mudushedde, 12% da população está abaixo dos 6 anos de idade.